# Martin Richards
Martin Richards (22 de julho de 1940) é um cientista inglês da área de computação. Foi o inventor da linguagem de programação "BCPL (Basic Combined Programming Language)", que posteriormente deu origem as linguagens "B" e "C".

## Educação
Richards obteve graduação em matemática na Universidade de Cambridge e obtendo também o Diploma de Cambridge em ciência da computação. Seu trabalho para obtenção do PhD foi em projeto e implementação de linguagem de programação. Atuou como  professor sênior do Laboratório de Computação da Universidade de Cambridge até sua aposentadoria em 2007.

## Pesquisa
Além de seu trabalho no desenvolvimento da linguagem BCPL Richards também desenvolveu o sistema operacional TRIPOS (TRIvial Portable Operating System). includes the development of the TRIPOS
Recebeu o Prêmio Pioneiro do Computador do Instituto de Engenheiros Eletricistas e Eletrônicos (IEEE) em 2003 por "ser pioneiro na portabilidade de software de sistema por meio da linguagem de programação BCPL".